# Euphylidorea adustoides
Euphylidorea adustoides là một loài ruồi trong họ Limoniidae. Chúng phân bố ở miền Tân bắc.